# Victor Pae
Victor Pae (sinh ngày 7 tháng 2 năm 1986 ở Jayapura) là một cầu thủ bóng đá người Indonesia hiện tại thi đấu cho Persiraja Banda Aceh.

## Đời sống cá nhân
Anh trai của anh Yustinus Pae cũng là một cầu thủ bóng đá thi đấu cho Persipura Jayapura.

## Sự nghiệp
Ngày 6 tháng 12 năm 2014, anh ký hợp đồng với Pusamania Borneo.

## Thống kê sự nghiệp
Tính đến 7 tháng 6 năm 2012.
| Thành tích câu lạc bộ | Thành tích câu lạc bộ | Thành tích câu lạc bộ | Giải vô địch | Giải vô địch | Cúp             | Cúp             | Cúp Liên đoàn | Cúp Liên đoàn | Châu lục | Châu lục  | Tổng cộng | Tổng cộng |
| Mùa giải              | Câu lạc bộ            | Giải vô địch          | Số trận      | Bàn thắng    | Số trận         | Bàn thắng       | Số trận       | Bàn thắng     | Số trận  | Bàn thắng | Số trận   | Bàn thắng |
| Indonesia             | Indonesia             | Indonesia             | Giải vô địch | Giải vô địch | Piala Indonesia | Piala Indonesia | Cúp Liên đoàn | Cúp Liên đoàn | Châu Á   | Châu Á    | Tổng cộng | Tổng cộng |
| --------------------- | --------------------- | --------------------- | ------------ | ------------ | --------------- | --------------- | ------------- | ------------- | -------- | --------- | --------- | --------- |
| 2008–09               | Perseman Manokwari    | Premier Division      | 3            | 0            | -               | -               | -             | -             | -        | -         | 3         | 0         |
| 2009–10               | Perseman Manokwari    | Premier Division      | 3            | 0            | -               | -               | -             | -             | -        | -         | 3         | 0         |
| 2010–11               | Persidafon Dafonsoro  | Premier Division      | 23           | 0            | -               | -               | -             | -             | -        | -         | 23        | 0         |
| 2011–12               | Persipura Jayapura    | Super League          | 14           | 0            | -               | -               | -             | -             | 0        | 0         | 14        | 0         |
| 2013                  | Persipura Jayapura    | Super League          | 2            | 0            | -               | -               | -             | -             | 0        | 0         | 2         | 0         |
| Tổng cộng             | Indonesia             | Indonesia             | 45           | 0            | -               | -               | -             | -             | 0        | 0         | 45        | 0         |
| Tổng cộng sự nghiệp   | Tổng cộng sự nghiệp   | Tổng cộng sự nghiệp   | 45           | 0            | -               | -               | -             | -             | 0        | 0         | 45        | 0         |